# Chippa United Football Club
Il Chippa United Football Club è una società calcistica sudafricana con sede nella città di Port Elizabeth. Milita in Premier Division, la massima serie del campionato sudafricano.
Il Chippa United è interamente di proprietà della Chippa Investment Holdings, una compagnia di edilizia, sicurezza e pulizie di Città del Capo fondata da Siviwe "Chippa" Mpengesi. Gioca le partite casalinghe al Nelson Mandela Bay Stadium.

## Storia
Il club fu fondato nel gennaio 2010, quando Chippa Mpengesi decise di acquistare, al costo di 400 000 rand, i Mbekweni Cosmos, squadra neo-promossa alla Vodacom League, la terza divisione sudafricana. La prima stagione del Chippa United fu un gran successo, col club che vinse prima la Western Cape Vodacom League e poi la Vodacom League National Coastal Stream, ottenendo la promozione alla National First Division.. Il Chippa si laureà inoltre campione della Vodacom League 2010-2011 dopo aver battuto i Sivutsa Stars, vincitori dell'Inland Stream.
Al suo debutto in National First Division, il club ottenne la seconda posizione dietro all'University of Pretoria, guadagnando pertanto la promozione in Premier Division tramite i play-off, nel giugno 2012. Sulla panchina del Chippa si avvicendarono cinque allenatori durante la stagione successiva, nella Premier Soccer League 2012-2013. e chiuse al quindicesimo posto in classifica, retrocedendo dopo aver perso i play-out.

## Strutture

### Stadio
La squadra gioca le sue partite interne al Nelson Mandela Bay Stadium. Lo stadio sorge presso il Prince Alfred Park sulle rive del Lago di North End. Il tetto è sostenuto da una struttura in acciaio e la sua forma ricorda quella di un grande fiore bianco. Il progetto architettonico è dello studio tedesco gmp Architekten. Nel novembre del 2006 è stato demolito il vecchio stadio per lasciare posto al nuovo.
Durante le prime stagioni a Città del Capo, il club usò il Philippi Stadium per le partite casalinghe, dal 2009 al 2011 e di nuovo per la stagione 2013-14.

## Società

### Organigramma societario
Aggiornato al 2020
- Siviwe Mpengesi - Presidente
- Peter Koutroulis - Amministratore delegato
- Lukanyo Mzinzi - Direttore operativo
- Wandisile Mbenguzana - Direttore Generale

### Sponsor
| Cronologia degli sponsor ufficiali - 2012-2013 Vodacom - 2013-2017 Chippa Holdings - 2017- Nelson Mandela Bay Municipality | Cronologia degli sponsor tecnici - 2010-2011 Rada Sport - 2011-2012 Adidas - 2012-2013 Kappa - 2013-2014 Umbro - 2014 Nike - 2015 Umbro - 2015-2016 Puma - 2016 Canterbury - 2017 - Umbro |

## Allenatori
- Manqoba Mngqithi (9 luglio 2012 – 20 agosto 2012)
- Julius Dube (23 agosto 2012 – 12 settembre 2012)
- Roger Sikhakhane (13 settembre 2012 – 28 ottobre 2012)
- Farouk Abrahams (28 ottobre 2012 – 29 gennaio 2013)
- Wilfred Mugeyi (29 gennaio 2013 – 11 aprile 2013)
- Mark Harrison (12 aprile 2013 – 7 ottobre 2013)
- Ian Palmer (8 ottobre 2013 – 27 gennaio 2014)
- Vladislav Herić (29 gennaio 2014 – 30 giugno 2014)
- Kosta Papić (1 luglio 2014 – 3 settembre 2014)
- Roger Sikhakhane (4 settembre 2014 – 5 gennaio 2015)
- Ernst Middendorp (5 gennaio 2015 – 30 marzo 2015)
- Mich d'Avray (30 marzo 2015 – 30 giugno 2015)
- Roger Sikhakhane (2 luglio 2015 – 7 dicembre 2015)
- Dan Malesela (8 dicembre 2015 - 27 aprile 2017)
- Mbuyiselo Sambu (28 aprile 2017 - 16 maggio 2017)
- Dan Malesela (17 maggio 2017 - 14 settembre 2017)
- Teboho Moloi (14 settembre 2017 - 3 marzo 2018)
- Vladislav Herić (3 marzo 2018 - 30 giugno 2018)
- Dan Malesela (1 luglio 2018 - 22 agosto 2018)
- Eric Tinkler (22 agosto 2018 - 2 dicembre 2018)
- Joel Masutha (2 dicembre 2018 - 10 gennaio 2019)
- Clinton Larsen (11 gennaio 2019 - 16 settembre 2019)
- Norman Mapeza (1 ottobre 2019 - 3 marzo 2020)
- Rulani Mokwena (4 marzo 2020 - in carica)

## Palmarès

### Competizioni nazionali
- National First Division: 1

2013-2014
- Second Division: 1

2010-2011

### Altri piazzamenti
- Coppa del Sudafrica:

Semifinalista: 2016-2017, 2018-2019, 2023-2024
- MTN 8:

Semifinalista: 2016
- National First Division:

Secondo posto: 2011-2012

## Organico

### Rosa
Aggiornata al 9 marzo 2020.
| N. |                      | Ruolo | Calciatore           |
| -- | -------------------- | ----- | -------------------- |
| 1  | Sudafrica (bandiera) | P     | Mlungisi Mazibuko    |
| 2  | Sudafrica (bandiera) | D     | Lehlogonolo Masalesa |
| 3  | Sudafrica (bandiera) | D     | Sandile Mthethwa     |
| 4  | Sudafrica (bandiera) | C     | Ruzaigh Gamildien    |
| 6  | Sudafrica (bandiera) | C     | Xolani Mahola        |
| 7  | Sudafrica (bandiera) | A     | Andile Mbenyane      |
| 8  | Sudafrica (bandiera) | A     | Thabo Rakhale        |
| 9  | Sudafrica (bandiera) | A     | Lerato Manzini       |
| 10 | Sudafrica (bandiera) | C     | Mzikayise Mashaba    |
| 11 | Sudafrica (bandiera) | C     | Silas Maziya         |
| 12 | Sudafrica (bandiera) | C     | Tercious Malepe      |
| 13 | Sudafrica (bandiera) | A     | Meshack Maphangule   |
| 14 | Zimbabwe (bandiera)  | D     | Elvis Moyo           |
| 15 | Nigeria (bandiera)   | A     | Augustine Kwem       |
| 16 | Sudafrica (bandiera) | C     | Ronaldo Maarman      |
| 17 | Sudafrica (bandiera) | D     | Gregory Damons       |
| 18 | Sudafrica (bandiera) | D     | Tebogo Makobela      |

| N. |                        | Ruolo | Calciatore             |
| -- | ---------------------- | ----- | ---------------------- |
| 19 | Sudafrica (bandiera)   | A     | Rhulani Manzini        |
| 20 | Zimbabwe (bandiera)    | D     | Kevin Moyo             |
| 21 | Sudafrica (bandiera)   | D     | Phetso Maphanga        |
| 22 | Sudafrica (bandiera)   | D     | Gerald Modisane        |
| 24 | Sudafrica (bandiera)   | D     | Diamond Thopola        |
| 25 | Sudafrica (bandiera)   | C     | Ryan Baartman          |
| 26 | Sudafrica (bandiera)   | A     | Thokozani Sekotlong    |
| 28 | Sudafrica (bandiera)   | D     | Thabiso Lebitso        |
| 30 | Camerun (bandiera)     | P     | Patrick Tignyemb       |
| 32 | Sudafrica (bandiera)   | C     | Kurt Lentjies          |
| 33 | Sudafrica (bandiera)   | C     | Xolani Maholo          |
| 34 | Sudafrica (bandiera)   | P     | Veli Mothwa (capitano) |
| 35 | Sudafrica (bandiera)   | C     | Mduduzi Sibeko         |
| 40 | Scozia (bandiera)      | C     | Ryan Jack              |
| 44 | Scozia (bandiera)      | C     | Keith Quinn            |
| 47 | Inghilterra (bandiera) | D     | Chris Syrett           |

### Staff tecnico
Area tecnica
- Rulani Mokwena - Allenatore
- Mbuyiselo Sambu - Allenatore in seconda
- Brian van der Heever - Preparatore dei portieri
- Wanda Mbenguzana - Team manager
- Glen Minnie - Allenatore Under 19